# Ниджишки окръг
Ниджишки окръг (на полски: Powiat olsztyński) е окръг в Североизточна Полша, Варминско-Мазурско войводство. Заема площ от 960,64 км2. Административен център е град Ниджица.

## География
Окръгът се намира в историческата област Мазурия. Разположен е в южната част на войводството.

## Население
Населението на окръга възлиза на 34 271 души(2012 г.). Гъстотата е 36 души/км2.

## Административно деление
Административно окръгът е разделен на 4 общини.
Градско-селска община:
- Община Ниджица

Селски общини:
- Община Козлово
- Община Яновец Кошчелни
- Община Яново